# Club Baloncesto Murcia 1996-1997
Questa voce raccoglie le informazioni riguardanti il Club Baloncesto Murcia nelle competizioni ufficiali della stagione 1996-1997.

## Stagione
La stagione 1996-1997 del Club Baloncesto Murcia è la 7ª nel massimo campionato spagnolo di pallacanestro, la Liga ACB.
Grazie alla sentenza Bosman le società continentali approfittarono della possibilità di schierare un numero illimitato di giocatori comunitari, e gli stessi cestisti giovarono della più ampia libertà contrattuale loro concessa.

## Roster
Aggiornato al 5 gennaio 2025.
| Murcia Airtel 1996-97 | Murcia Airtel 1996-97 |
| Giocatori             | Staff tecnico         |
| --------------------- | --------------------- |

| N. | Naz.                                        | Ruolo | Nome              | Anno | Alt.   | Peso   |  |
| -- | ------------------------------------------- | ----- | ----------------- | ---- | ------ | ------ |  |
| 4  | Stati Uniti (bandiera)                      | G     | Duane Washington  | 1964 | 193 cm | 88 kg  |  |
| 5  | Mali (bandiera) · Francia (bandiera)        | P     | Ahmadou Keita     | 1970 | 192 cm |        |  |
| 5  | Spagna (bandiera)                           | P     | Edu Sánchez       | 1978 | 182 cm |        |  |
| 6  | Spagna (bandiera)                           | A     | Ramón Moya        | 1974 | 202 cm |        |  |
| 7  | Spagna (bandiera)                           | AP    | Xavier Sánchez    | 1975 | 196 cm |        |  |
| 8  | Spagna (bandiera)                           | AG    | Quini García      | 1969 | 200 cm |        |  |
| 9  | Spagna (bandiera)                           | AP    | Iñaki Gómez       | 1973 | 198 cm |        |  |
| 10 | Stati Uniti (bandiera)                      | C     | Cedric Glover     | 1966 | 203 cm |        |  |
| 11 | Spagna (bandiera)                           | PG    | Oliver Fuentes    | 1975 | 194 cm |        |  |
| 11 | Italia (bandiera)                           | P     | Alessandro Angeli | 1965 | 180 cm |        |  |
| 12 | Spagna (bandiera)                           | P     | Maiol Cisteró     | 1974 | 185 cm |        |  |
| 13 | Stati Uniti (bandiera)                      | AC    | Jarvis Lang       | 1971 | 201 cm | 107 kg |  |
| 13 | Stati Uniti (bandiera)                      | AC    | John Blake        | 1971 | 200 cm |        |  |
| 13 | Stati Uniti (bandiera)                      | AC    | Malcolm Mackey    | 1970 | 206 cm | 108 kg |  |
| 13 | Stati Uniti (bandiera)                      | AG    | Tony Farmer       | 1970 | 206 cm | 108 kg |  |
| 13 | Argentina (bandiera)                        | A     | Esteban Pérez     | 1966 | 200 cm | 100 kg |  |
| 14 | Spagna (bandiera)                           | C     | Iker Ibarrola     | 1976 | 204 cm |        |  |
| 14 | Stati Uniti (bandiera) · Irlanda (bandiera) | AG    | Tom Sheehey       | 1965 | 205 cm |        |  |
| 15 | Inghilterra (bandiera)                      | AG    | Darren Allaway    | 1972 | 202 cm |        |  |
| 15 | Spagna (bandiera)                           | C     | Julián Ortiz      | 1966 | 205 cm |        |  |

| Allenatore |
| - Josep María Oleart (fino al 2 dicembre) - Ricardo Hevia (dal 3 dicembre fino al 3 marzo) - Alberto Sanz (dal 3 marzo) |
| Assistente/i |
| - Santiago Castillo - Alberto Sanz (fino al 3 marzo) Legenda - (C) Capitano - (IN) Inattivo - Infortunato               |

## Mercato

### Sessione estiva
| Acquisti | Acquisti         | Acquisti          | Acquisti    | Acquisti |
| R.a      | Nome             | da                | Modalità    |          |
| -------- | ---------------- | ----------------- | ----------- | -------- |
| P        | Oliver Fuentes   | León              | definitivo  |          |
| G        | Duane Washington | Trotamundos       | definitivo  |          |
| AP       | Iñaki Gómez      | Saski Baskonia    | definitivo  |          |
| AG       | Darren Allaway   | Stanford Cardinal | definitivto |          |
| AC       | Jarvis Lang      | Florida Sharks    | definitivo  |          |
| C        | Cedric Glover    | Hapoel Zfat       | definitivo  |          |
| C        | Iker Ibarrola    | Patronato Bilbao  | definitivo  |          |

| Cessioni | Cessioni           | Cessioni          | Cessioni       | Cessioni |
| R.       | Nome               | a                 | Modalità       |          |
| -------- | ------------------ | ----------------- | -------------- | -------- |
| P        | Jordi Soler        | Fuenlabrada       | fine contratto |          |
| G        | Duane Washington   | Trotamundos       | fine contratto |          |
| AP       | Eduardo Piñero     | Cornellà          | fine contratto |          |
| A        | José María Pedrera | Patronato Bilbao  | fine contratto |          |
| AG       | Howard Wright      | Japan E. Griffins | fine contratto |          |
| C        | Bobby Martin       | Saski Baskonia    | fine contratto |          |
| C        | José Posada        | Patronato Bilbao  | fine contratto |          |

### Dopo l'inizio della stagione
| Acquisti | Acquisti          | Acquisti            | Acquisti       | Acquisti   |
| R.       | Nome              | da                  | Data           | Modalità   |
| -------- | ----------------- | ------------------- | -------------- | ---------- |
| P        | Ahmadou Keita     | Free agent          | settembre 1996 | definitivo |
| AC       | Malcolm Mackey    | Selçuk Üniversitesi | ottobre 1996   | definitivo |
| C        | Julián Ortiz      | Aism. Montcada      | ottobre 1996   | definitivo |
| AG       | Tom Sheehey       | St. Vincent Dublino | novembre 1996  | definitivo |
| P        | Edu Sánchez       | Archena             | gennaio 1997   | definitivo |
| P        | Alessandro Angeli | S.C. Gira           | febbraio 1997  | definitivo |
| AG       | Tony Farmer       | Florida Beach Dogs  | febbraio 1997  | definitivo |
| A        | Esteban Pérez     | Peñarol M. d. Plata | marzo 1997     | definitivo |

| Cessioni | Cessioni       | Cessioni           | Cessioni      | Cessioni       |
| R.       | Nome           | a                  | Data          | Modalità       |
| -------- | -------------- | ------------------ | ------------- | -------------- |
| AC       | Jarvis Lang    | La Crosse Bobcats  | ottobre 1996  | rescissione    |
| PG       | Oliver Fuentes |                    | ottobre 1996  | ritirato       |
| AG       | Darren Allaway | Free agent         | ottobre 1996  | rescissione    |
| P        | Ahmadou Keita  | Free agent         | novembre 1996 | rescissione    |
| AC       | Malcolm Mackey | Rockford Lightning | gennaio 1997  | rescissione    |
| AG       | Tony Farmer    | Free agent         | marzo 1997    | fine contratto |